# Syntaktik
Syntaktik ist diejenige Abteilung der Semiotik (der allgemeinen Zeichenlehre), die mit den Beziehungen eines Zeichens zu anderen Zeichen zu tun hat. Wie oft in der Wissenschaft, bezeichnet der Ausdruck sowohl einen Objektbereich (die Beziehungen zwischen Zeichen) als auch die Lehre davon.

## Begriff
Der Begriff der Syntaktik wurde von Charles W. Morris geprägt. Der Begriff setzt eine Theorie vom Zeichen voraus, wo dieses trilateral, weil durch drei Beziehungen konstituiert ist: Ein Zeichen hat eine Beziehung zu dem, was es bezeichnet (dem Denotat und Designat), dem Zeichenbenutzer und zu anderen Zeichen. Jede dieser drei Beziehungen begründet ein Teilgebiet der Semiotik: Mit der Beziehung des Zeichens zum Bezeichneten befasst sich die Semantik, mit der Beziehung des Zeichens zu seinem Benutzer die Pragmatik und mit der Beziehung des Zeichens zu anderen Zeichen die Syntaktik.
Die Linguistik unterscheidet zwei Arten von Beziehungen zwischen Zeichen: Ein Zeichen hat syntagmatische Beziehungen zu den Zeichen, mit denen es zu einer Nachricht verbunden ist, und paradigmatische Beziehungen zu Zeichen, die zum selben Zeichensystem (insbesondere zur selben Sprache) gehören und die in der Nachricht an seiner Stelle stehen könnten. Diese Unterscheidung greift Morris nicht auf. Seine Ausführungen lassen jedoch den Schluss zu, dass seine Syntaktik beide Arten von Beziehungen zum Gegenstand hat.
Die Syntaktik wird oft mit der Syntax verwechselt. Diese ist jedoch ein Teilgebiet der Grammatik (und somit der Linguistik), dessen notwendige Ergänzung die Morphologie ist. In der Semiotik hingegen kommt die Morphologie nicht vor. Zudem steht die Grammatik neben der Phonologie; und auch diese hat in der Lehre vom trilateralen Zeichen kein Gegenstück. Offenbar soll Morris’ Syntaktik alle formalen Eigenschaften und Beziehungen von Zeichen erschöpfen.

## Terminus
Morris verwendet für den Begriff ausschließlich den Terminus syntactics (Syntaktik), was ein von ihm geprägter Neologismus ist. Das zugehörige Adjektiv lautet bei ihm syntactical. Die Absicht ist offenbar, sich gegen den (Jahrtausende alten) Terminus Syntax abzusetzen, dessen Adjektiv auf Englisch überwiegend syntactic lautet. Diese Absicht wurde in der Rezeption häufig nicht verstanden. In Referaten von Morris’ Zeichentheorie wird der Terminus Syntaktik oft explizit oder stillschweigend durch Syntax ersetzt. Eine Umdeutung des Wortes Syntax im Sinne einer allgemeinen Lehre von formalen Beziehungen zwischen Zeichen war übrigens bereits in Rudolf Carnaps Logischer Syntax der Sprache angebahnt, die Morris kannte.

## Beispiel
Der Begriff Syntaktik wird in allen Spielarten der Semiotik angewandt, so auch in der visuellen Kommunikation zur Analyse visueller Zeichen (Plakate, Piktogramme, Werbespots, Comics und andere). 

Verkehrszeichen als Beispiel der Syntaktik

Ein Beispiel für syntaktische Beziehungen sind Verkehrszeichen. Das Verkehrszeichen „Fahrverbot für Kraftfahrzeuge“ (rechts) ist beispielsweise zusammengesetzt aus der Verknüpfung eines Grundzeichens (Verbot) und eines Bezugszeichens (Kraftfahrzeug). Diese beiden haben zueinander eine syntagmatische Beziehung. Die Beziehungen dieses Verkehrszeichens zu anderen Verkehrszeichen wie etwa dem Zeichen „Fahrverbot für Lastkraftwagen“ sind seine paradigmatischen Beziehungen.
Die sinnmäßige Verknüpfung und die Kombinatorik der Bedeutung der beiden Bestandteile des Zeichens sowie seine Gesamtbedeutung ist Aufgabe der Semantik. Die mögliche Auswirkung, die ein solches Zeichen auf den Betrachter hat, ist Sache der Pragmatik.